# 都營巴士小瀧橋營業所
都營巴士小瀧橋自動車營業所（日语：／）是位於東京都中野區東中野，負責高田馬場、大久保、早稻田周邊路線的巴士營業。營業所編號為E。
小瀧橋的名稱來自於附近的神田川橋名。營業所位於東中野向新宿區的位置，因此沒有行駛中野區的路線，營業區域包含新宿區與文京區，往飯田橋站、上野站、新橋站方向。營業所前方有關東巴士本社（巴士站名為「小瀧橋」）。
小瀧橋營業所也管轄杉並支所。

## 沿革
- 1937年1月18日：開設[1]。
- 2009年4月1日：早81交由新宿管轄，C・H01交由小瀧橋管轄。同日起管轄杉並支所。
- 2010年7月1日：配合國土交通省「次世代低公害車開發實用化促進計畫」，加入試驗FTD（英语：Gas to liquids）燃料的E-T260號車（至同年12月）。

小瀧橋營業所是戰前就已存在的營業所之一。戰爭期間，遭到戰爭破壞的營業所互相整合，本營業所與新宿營業所整合為小瀧橋支所。戰後，小瀧橋營業所與新宿營業所兩所再次獨立。

## 現行路線

### C・H01系統
- C・H01：新宿站西口（地下） → 都廳第一本廳舍 → 都廳第二本廳舍 → 都議會議事堂 → 新宿站西口[2]（與京王巴士永福町營業所（日语：京王バス東・永福町営業所）共同運行）
- 1991年4月1日：隨著都廳移轉，新宿站西口 - 都廳循環路線開始運行。当時屬新宿營業所路線。[3]。
- 1999年11月1日：京王巴士永福町營業所加入運行。
- 2009年4月1日：交由小瀧橋營業所管轄[4]。

新宿站至都廳周邊的循環班次，車資180圓。系統編號取自City Hall的首字母。
都廳周邊區域原來是京王帝都的營運區域，由於京王帝都電鐵當時沒有無障礙巴士，因此由東京都交通局營運。1999年11月，京王巴士引進無階梯巴士，加入本系統營運。
運行開始時為三門的都市型超低床巴士，1997年起採用無階梯巴士，都廳路線朝向無障礙化。
2001年，議事堂停車場新設「生態燃料供給站」（エコ・ステーション），CNG車加入營運。
2009年4月1日，本路線從新宿支所轉由小瀧橋營業所管轄。因此，CNG車（H107、108、L790）也一同移轉。

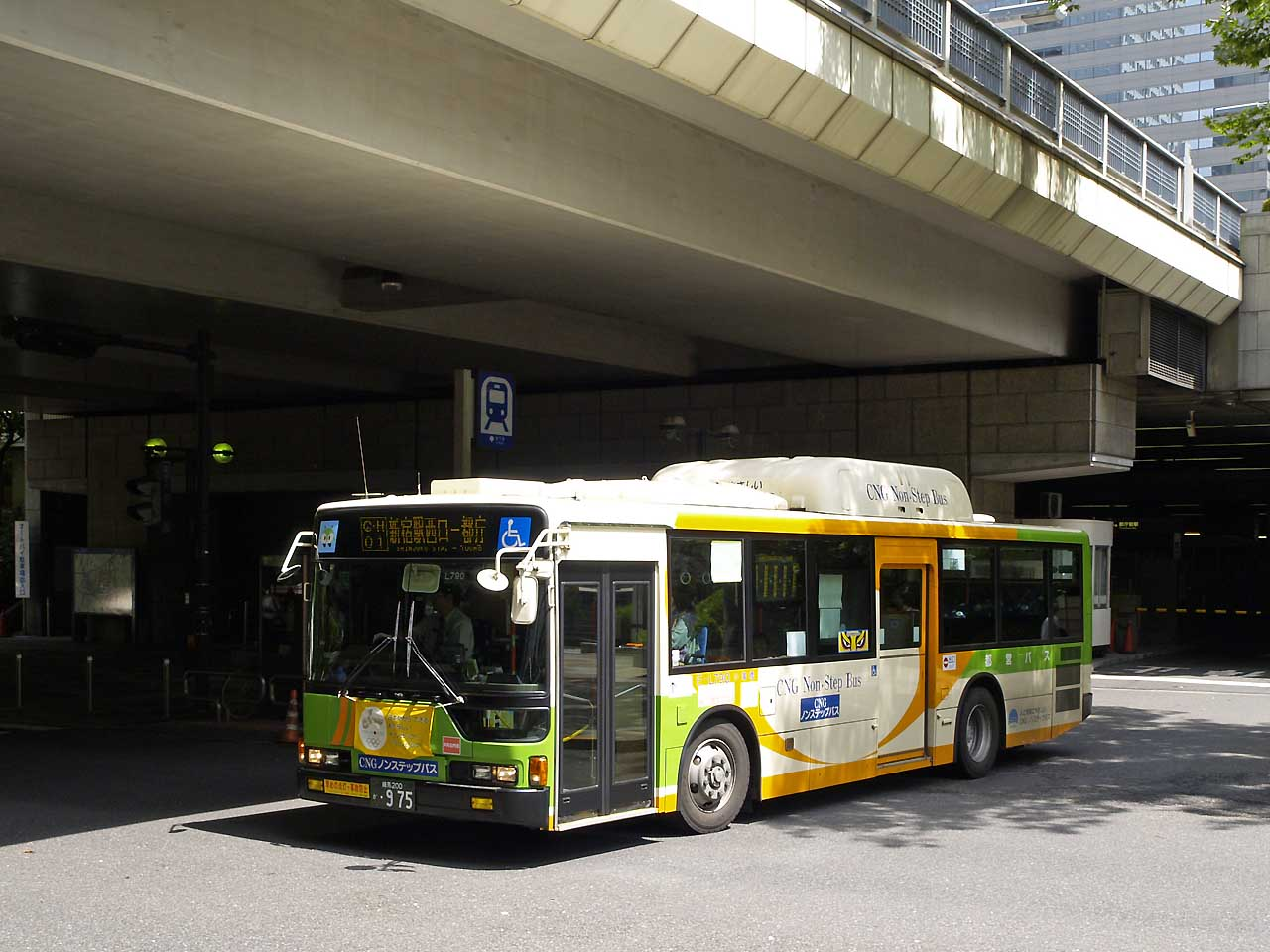
行駛於都廳下的都營巴士(E-L790)
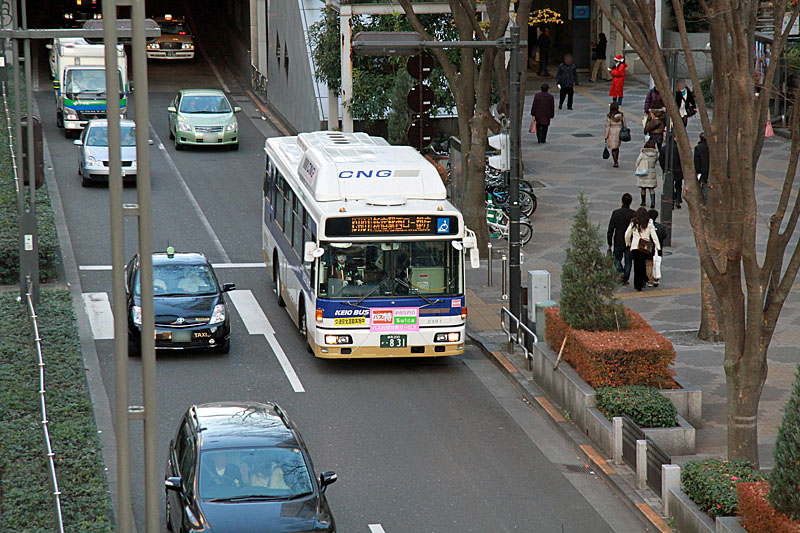
行經中央通地下道前往都廳的京王巴士(D40301)

### 學02系統

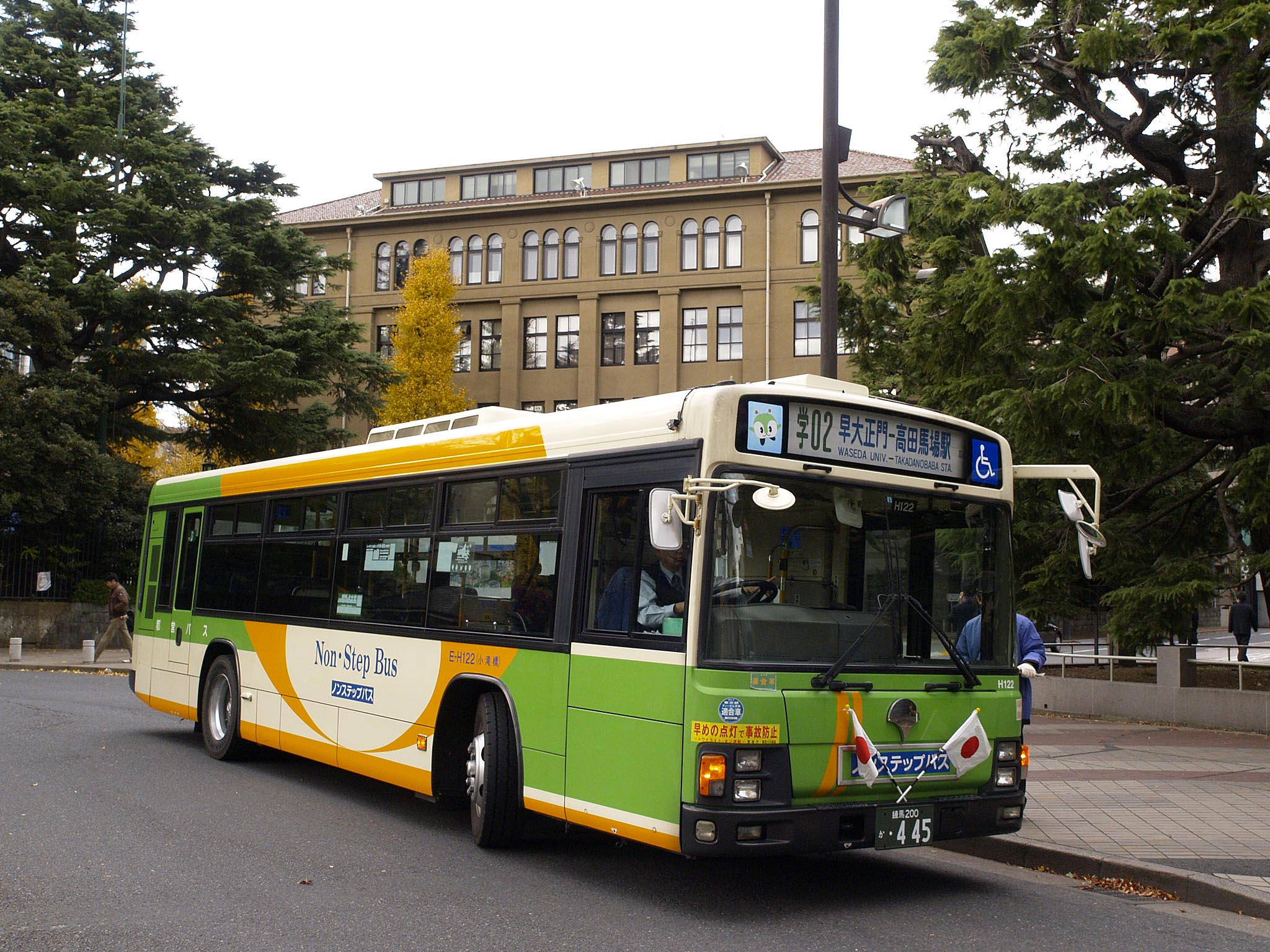
到達早大正門的學02
(E-H122)

- 學02：高田馬場站前 - 高田馬場二丁目 - 西早稻田 - 馬場下町 - 早大正門[2]（不停「新宿區社會福祉協議會前」巴士站）[5]
  - 1949年：高田馬場站前 - 早大正門開始營運。

1949年與東京大學路線（現學01/07）開始營運，1972年以前的編號是代表學生巴士的5開頭（52號）。在大致平行的東西線通車後仍維持高密度班次。
入學考試期間發售來回乘車券（大人票價170圓、兒童票價90圓。來回乘車券300圓）。中心考試時增開直達的急行班次。
現在與新宿支所管轄、委託哈多巴士營運的早81出入庫班次路線相同，但該班次的車資無法享有折扣。小瀧橋車庫與新宿車庫之間是空車營運。

### 飯62系統
- 飯62：小瀧橋車庫 - 大久保站 - 新大久保站 - 國立國際醫療研究中心（日语：国立国際医療研究センター） - 牛込柳町站 - 飯田橋站 - 都營飯田橋站[2]
  - 2002年2月25日：開始運行[7]。

2000年12月12日都營地下鐵大江戶線全線通車後廢止後的秋76營運區間一部分。
使用橙色的方向幕。
飯62（初代）
- 飯62：池袋站東口 - 學習院下 - 高田馬場二丁目 - 牛込柳町 - 飯田橋站 - 九段下（後來延長至陽光城）
  - 1977年12月16日：橋62（池袋站東口 - 新橋站）路線縮短，飯62（池袋陽光城 - 九段下）開始營運[8]。
  - 1979年11月23日：飯62廢止[8]。

橋62（池袋站 - 飯田橋站 - 新橋站）路線縮短、整編所產生的新路線，1979年11月23日廢止。初代路線雖然與第二代飯62的運行路段有所重疊，但兩條路線並無淵源。

### 橋63系統

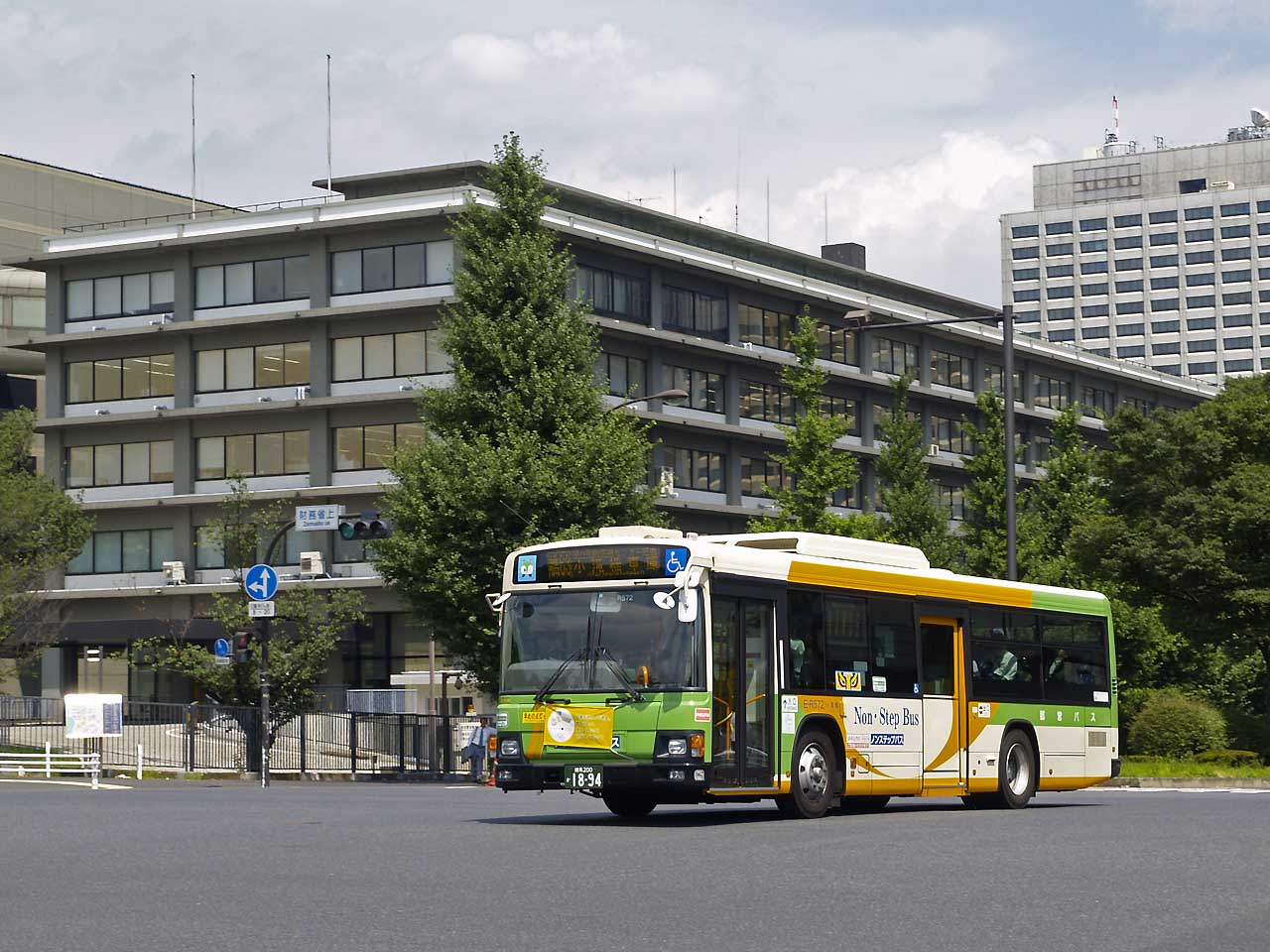
開往霞関的橋63(E-R572)

- 橋63：小瀧橋車庫 - 大久保站 - 新大久保站 - 國立國際醫療研究中心 - 牛込柳町站 - 市谷站 - 麴町四丁目 - 國會議事堂 - 新橋站[2]
- 橋63：小瀧橋車庫 - 大久保站 - 新大久保站 - 國立國際醫療研究中心（僅平日）[9]
- 橋63：大久保站 - 新大久保站 -（無停車）- 統計局（僅平日）[10]
  - 1979年11月23日：終止與京王巴士中野營業所（日语：京王バス東・中野営業所）的共同營運，分成橋63（大久保站 - 新橋站）與中63（下田橋 - 國立醫療中心）[11]
  - 2002年2月25日：路線延長為大久保站 - 小瀧橋車庫間[12]

以新橋站為起點，行經內幸町與官廳街、麴町、牛込，往山手線西側的路線。前身的120系統與京王帝都共同營運，從大久保站行駛大久保通往中野站、下田橋，1979年，終止與京王帝都電鐵的共同營運，切割成橋63（新橋站前 - 市谷站前 - 國立醫院醫療中心前 - 大久保站前）與中63（國立醫院醫療中心前 - 中野站前 - 下田橋；練馬自動車營業所管轄），中63在1988年10月16日廢止。
2002年2月25日，路線延長為大久保站 - 小瀧橋車庫。
橋63是目前唯一一條巴士路線連接日本電視台麴町分室與鄰近汐留日本電視台塔的新橋站。
平日運行前往統計局的班次在路線介紹中並未註明，但所有人皆可搭乘。
此外，在法律規範鬆綁後，中63與橋63分離後的大久保站前～小瀧橋車庫區間，從原先的空車營運改為載客營運。

### 飯64系統
- 飯64：小瀧橋車庫 - 高田馬場站 - 早稻田 - 江戶川橋 - 飯田橋站 - 九段下（循環）[2]
  - 1968年9月29日：都電15系統廢止，替代巴士515系統（小瀧橋車庫 - 兜町）開始營運[14]
  - 2008年3月30日：九段下變更為循環[15]

飯64的前身是都電15系統（高田馬場站 - 茅場町）廢止後的替代路線515系統。之後廢除東京站北口 - 兜町區間，1982年再廢除九段下 - 東京站北口區間。
飯64在小瀧橋車庫至東五軒町之間，與上69的路線相同，兩路線如同相互發車。另外，兩路線在東五軒町的下一站「大」巴士站是設於不同的地點。
2008年3月30日變更路線，改為飯田橋一丁目 → 九段下循環。九段下附近的路線是順時針方向，在本段區間搭乘的乘客可繼續搭往至高田馬場。

### 上69系統

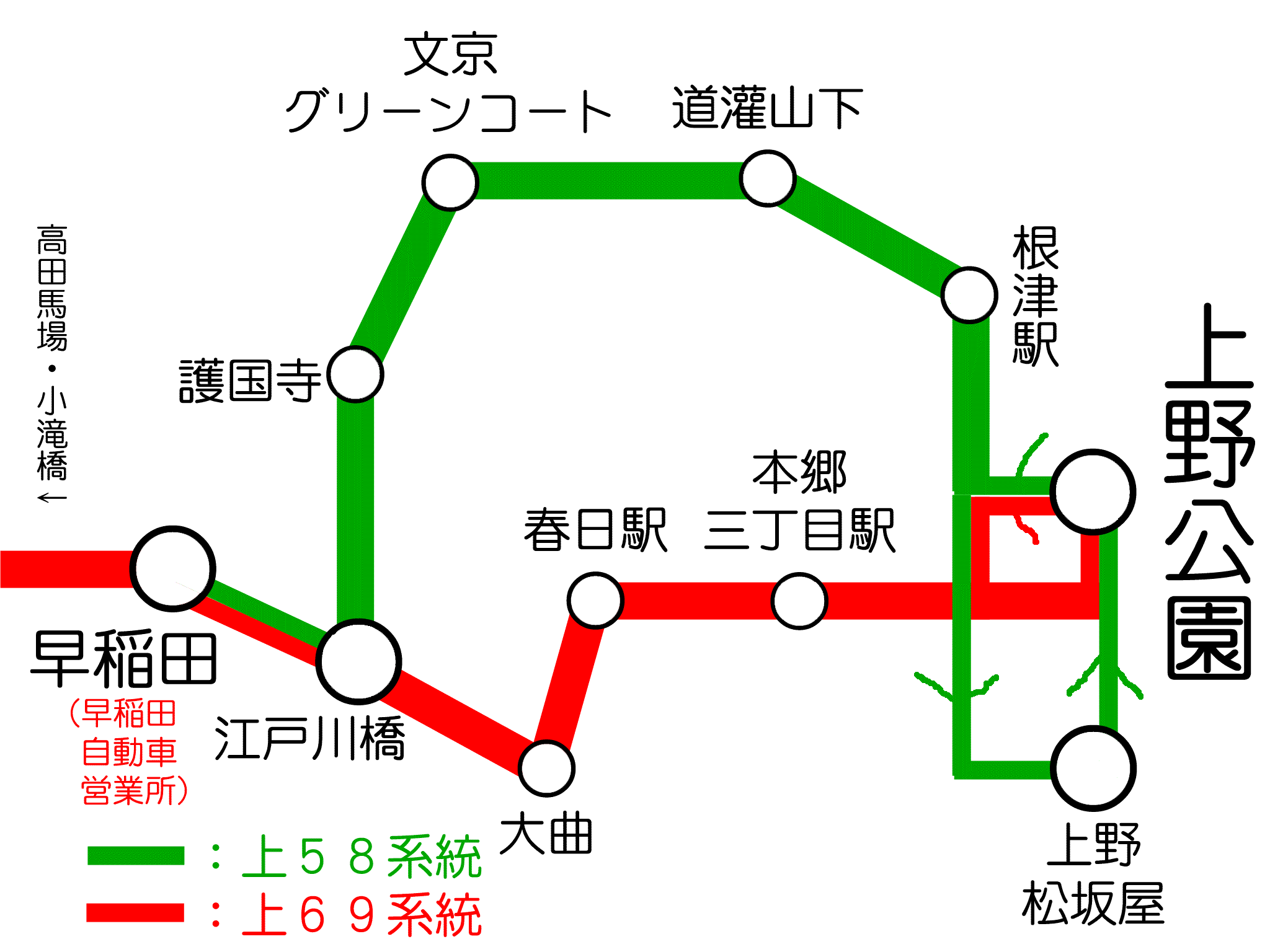
上69與上58路線差異（上69以紅色代表）

- 上69：小瀧橋車庫 - 高田馬場站 - 早稻田 - 江戶川橋 - 傳通院 - 春日站 - 本鄉三丁目站 - 湯島三丁目 - （上野廣小路→）上野公園（循環）[2]
  - 1968年9月29日：都電39系統：廢止早稻田 - 廄橋（日语：厩橋），替代巴士539系統（早稻田 - 上野公園）開始營運[14]
  - 1972年：更名為上69，由早稻田營業所（日语：都営バス早稲田営業所）管轄。
  - 1974年：與早77（日语：都営バス早稲田営業所）交換，由小瀧橋營業所管轄。延長小瀧橋車庫 - 早稻田區間。
  - 1997年7月22日：平日部分班次延長上野公園 - 上野站區間。
  - 2002年12月1日：上野公園 - 上野站間縮短。
  - 2003年：Ground坂下（グランド坂下） - 西早稻田間改為行經甘泉園公園（行經環狀4號線（日语：東京都市計画道路幹線街路環状第4号線））。
  - 2008年3月30日：湯島三丁目→上野公園間改為循環[15]。

上69前身是替代都電39系統（早稻田 - 厩橋）的539系統（早稻田 - 上野公園）。1972年變更編號，1974年延長至小瀧橋車庫。1997年7月22日，平日部分班次僅營運至上野站，2002年11月30日廢止。
2003年，Ground坂下 - 西早稻田間變更為行經甘泉園公園，廢除往小瀧橋車庫方向的「Ground坂下」巴士站。
2008年3月30日變更路線，湯島三丁目 → 上野公園改為循環。上野的路線為逆時針方向，從上野廣小路搭乘往上野公園可繼續搭往高田馬場。
上69在小瀧橋車庫至東五軒町之間，與飯64的路線相同，兩路線如同相互發車。另外，兩路線在東五軒町的下一站「大」巴士站是設於不同的地點

## 廢止、移管路線

### 橋62系統
- 橋62 : 池袋站東口 - 千登世橋 - 戶塚二丁目 - 馬場下町 - 都立赤城台高校前 - 神樂坂 - 飯田橋站前 - 九段下 - 神保町 - 小川町 - 神田站前 - 日本橋 - 銀座一丁目 - 新橋站前

前身為32系統，因距離過長而縮短。

### （舊）飯62系統
- （舊）飯62 : 池袋站東口 - 千登世橋 - 高田馬場二丁目 - 馬場下町 - 都立赤城台高校前 - 神樂坂 - 飯田橋站前 - 九段下

橋62距離過長難以維持定時運行，縮短而成的新路線。

### 高71系統
- 高71：高田馬場站 - 學習院女子大學（日语：学習院女子大学） - 東京女子醫大 - 防衛省 - 市谷站 - 九段下[2]

2014年4月1日由杉並支所接管。

### 早77系統
- 早稻田 - 戶塚１丁目（現：高田馬場二丁目） - 西大久保2丁目(現：大久保通） - （←新宿追分（現：新宿伊勢丹前），三光町（現：新宿五丁目）→） - 新宿站西口

與早稻田營業所上69系統交換管轄。

### 早81系統
- 早81：早大正門 - 東京女子醫大 - 千駄谷站 - 原宿站 -（←表參道／澀谷區役所（日语：渋谷区役所）→澀谷站西口→）- 澀谷站東口（平日、周六）
- 早81：早大正門 - 東京女子醫大 - 千駄谷站 - 原宿站 -（神南一丁目→澀谷站西口→）- 澀谷站東口（休日）
- 早81：早大正門 - 東京女子醫大 - 千駄谷站 - 表參道 -（神南一丁目→）- 澀谷站西口 → 澀谷站東口（正月）
- 早81出入：早大正門 - 高田馬場站 - 小瀧橋車庫

前身為44系統，2009年4月1日起由新宿管轄，委託哈多巴士營運。早81出入班次路向與學02系統重疊，但運費為一般費用，不可使用學生巴士定期券。小瀧橋車庫往新宿車庫為空車營運。

### 7系統
- 7：東中野站 - 戶塚1丁目 - 早稻田 - 大曲 - 飯田橋

### 65系統
- 65：池袋站東口 - 豐川町 - 護國寺前 - 飯田橋 - 東京站南口

### 74系統
- 74：新宿站西口 ← 三光町、新宿區役所前 → 西大久保2丁目 - 國立第1醫院 - 若松町 - 東京女子醫大 - 河田町 - 東大久保←西大久保1丁目、新田裏 → 三光町 → 新宿站西口（循環）

現在是新宿支所營運的宿74、宿75系統。系統編號重編前交由新宿自動車營業所管轄。

## 附記
- 指定車種：過去僅使用五十鈴的車輛，之後變更購買方式後加入日野自動車、日產柴油（日產ディーゼル），三菱扶桑等車輛。
- 語音合成：Lecip（日语：レシップ） → Neptune（ネプチューン）（現Resonant Systemsレゾナント・システムズ（日语：Resonant Systemsレゾナント・システムズ））

## 備註
1. ↑  BUSRAMA INTERNATIONAL 臨時增刊1993年「都營巴士之書」 P.52
2. 1 2 3 4 5 6 7   東京都乗合自動車の運行系統の名称及び区間、昭和54年11月22日 交通局告示第11号
3. 1 2 3 4  東京都交通局90年史，Page57
4. 1 2  都營巴士の路線変更について （页面存档备份，存于），2009年3月24日，東京都交通局
5. ↑  學02運行路線圖 的存檔，存档日期2013-09-24.
6. ↑  がんばれ受験生！合格祈願臨時往復割引乗車券を発売します （页面存档备份，存于），2005年2月4日，東京都交通局，往復乗車券発売のプレスリリースの一例
7. ↑  都營巴士90年史，Page377
8. 1 2  都營巴士70年史，Page83
9. ↑  tobus.jp 小瀧橋車庫 時刻表 （页面存档备份，存于） 6時55分發往國立國際國際醫療研究中心。
10. ↑  当營業所内に掲出の運行要覧より
11. ↑  東京都交通局70年史，Page84
12. ↑  東京都交通局90年史，Page378
13. ↑  総務省第二廳舍內的專用巴士站記載「本巴士也可使用定期券與一日乘車券。此外，所有人皆可利用。」
14. 1 2  東京都交通局 70年史，Page52〜53
15. 1 2  東京都交通局80年史、Page351
16. ↑  上69 早稻田時刻表 （页面存档备份，存于）、飯64 早稻田時刻表 （页面存档备份，存于）。
17. ↑  都營巴士路線図 みんくるガイドより
18. ↑  都營巴士路線圖